# Nikša Sviličić
Nikša Sviličić (Osijek, 13. studenoga 1970.) hrvatski je sveučilišni profesor, filmski redatelj, pisac i glazbenik. Trostruki doktor znanosti, nositelj neslužbene titule "najobrazovanijeg Hrvata".

## Životopis
U djetinjstvu je s obitelji doselio u Split, gdje je završio srednju medicinsku i glazbenu školu. Na Sveučilištu u Zagrebu od 1991. do 1995. studirao je i diplomirao pri Akademiji dramske umjetnosti u Zagrebu (filmska i TV režija), Fakultetu političkih znanosti u Zagrebu (komunikologija i novinarstvo) i Filozofskom fakultetu u Zagrebu (muzeologija). Tijekom studija dobio je Rektorovu nagradu (1994.) i Nagradu društva znanstvenika (1995.). Na Fakultetu organizacije i informatike u Varaždinu obranio je 1999. magisterij znanosti (Multimedijski računalski informacijski sustavi i hrvatski online mediji).
Na Filozofskom fakultetu u Zagrebu obranio je 2006. doktorat na Odsjeku za muzeologiju s temom Modeli i vrednovanje multimedijske i hipermedijske prezentacije virtualnih muzeja u Hrvatskoj (mentor prof.dr. Žarka Vujić), a 2014. drugi doktorat na Odsjeku za komparativnu književnost s temom Kauzalitet antropoloških aspekata strukture filmskog izraza u paradigmi novoga hrvatskog igranog filma od 1991. do 2012. godine (mentor prof. dr. Nikica Gilić). Godine 2017. brani i treći doktorat, pri Doktorskoj školi Sveučilišta Josipa Jurja Strossmayera u Osijeku s temom Komunikološki i antropološko-bihevioralni aspekti društvenih vrijednosti kao prediktora samoprocjene krivnje na primjeru osuđenika na smrt (mentor prof. dr. Pero Maldini).
Godine 1995. na Sveučilištu u Beču stipendist je istraživačkog programa CEEPUS. Tijekom 2001. kao dobitnik UNESCO stipendije boravio je u Chonan Cityju i Seoulu, na Južnokorejskom tehnološkom sveučilištu te na katedri za računarske i multimedijalne sustave predavao kolegij Multimedijski primijenjena kreativnost. Tijekom 2002. i 2003. godine, kao dobitnik Fulbrightove stipendije, predavao je na katedri Film i multimedija američkog Sveučilišta Ohio, te kao stipendist istraživač i gostujući predavač boravio na brojnim sveučilištima i istraživačkim centrima (Houston, Los Angeles, San Francisco, Mountain View, Silicon Valley, Boston, New York). Kao dobitnik Fulbrightove stipendije održao je niz predavanja u SAD, iz područja razvoja informacijske tehnologije i primjene informacijske tehnologije u filmu, te sinergije multimedije i hipermedijalnosti s konvencionalnim medijima.

## Znanstveni i umjetnički rad
Od 1997. do 1999. znanstveni je novak na projektu prof. dr. Pavla Novosela Hrvatska demokracija i njeni mediji pri Fakultetu političkih znanosti u Zagrebu, a 2000. i 2001. na projektu dr.sc. Željka Hutinskog Formalizacija i normizacija procjene sigurnosti informacijskog sustava pri Fakultetu organizacije i informatike u Varaždinu. Od 2001. do 2003. je art direktor u tvrtkama Orlando film i Publico, a od 2008. i suvlasnik Publica. Od 2003. suvlasnik je i programski direktor poslovne škole Proactiva. Od 2006. do 2009. zaposlen je na Tehničkom veleučilištu u Zagrebu, a zatim, od 2009. do 2010., radi kao ravnatelj Hrvatskog audiovizualnog centra. Od 2011. do 2016. godine zaposlen je na Institutu za antropologiju u Zagrebu, a od 2017. radi u zvanju izv. profesora pri Sveučilištu Sjever.
Od 2003. predaje kolegije iz područja društvenih znanosti, polja informacijske znanosti, na nekoliko visokih učilišta u Hrvatskoj. Na Studiju novinarstva pri Fakultetu političkih znanosti u Zagrebu Sveučilišta u Zagrebu predavao je kolegij Konvergencija medija. Na Tehničkom veleučilištu u Zagrebu predavao je predmete Komunikacijski aspekti i integracija medija, Managerske komunikacijske soft skill tehnike, Multimedijska komunikacija, Multimedija, Multimedijski marketing i Integracija medija. Na Veleučilištu VERN predavao je predmete Odnosi s medijima i Multimedijski sustavi. Na Sveučilištu Sjever predaje kolegije Uvod u medije, Medijska publika, Javno mnijenje, Izrada TV priloga i Interpersonalna komunikacija te Algoritmiranje percepcije i protokoli komunikacijske sintakse.

#### Znanstvene publikacije
Bavi se znanstvenim radom iz područja komunikologije, informatologije i antropologije (osobito vizualne i sociokulturne). Objavio je sljedeće sveučilišne udžbenike: Antropološka paradigma komunikacijskih aspekata prikazivanja, percepcije i vrednovanja muzejskih online sadržaja, (Inantro, 2010), Interpersonalna komunikacija (KK promocija, 2016.), Programiranje igranog filma 1 (Funditus, 2016.), Programiranje igranog filma 2 (Funditus, 2017.), Antropološko-komunikološki aspekti tanatologije, (Funditus i Sveučilište Sjever, 2019.), Komunikološko-eshatološka studija o narativno-semiotičkim specifikumima osuđenika na smrt, (Funditus i Sveučilište Sjever, 2019.) i Interpersonalne komunikacijske vještine (K&K 2020.). Citirani je autor više desetaka izvornih znanstvenih radova, a izlagao je na više od 20 nacionalnih i međunarodnih znanstvenih skupova i konferencija.   

## Stručne nagrade i priznanja
Dobitnik je niza nagrada i priznanja u zemlji i inozemstvu, među kojima se ističu Nagrada Franz Mc Pherson za najbolju internacionalnu TV kampanju (projekt Canopus NLE, predstavljanje na CFSS-u, Beč, 1996.), Nagrada Big Bell za najinovativniji pristup kampanji za TIM International (Belgijski odsjek, 1997.), Nagrada Društva sveučilišnih profesora za znanstveni rad temeljen na istraživanju Hrvatsko novinarstvo i Internet, 1998., Zlatno zvono na Festivalu tržišnih komunikacija za plakat i video spot s konceptom Bramac - Jednom zauvijek 1998. (suradnja s timom "K & K", Hrvatska), Posebno priznanje za najuspješniji pristup Telemarketing kampanji na konferenciji International media studio approach, Amsterdam, 1999., Godišnja nagrada Canopus Award za najbolji multimedijalni NLE projekt, Tokio, 2000. i Međunarodno JT Award priznanje The best in maintaining corporative communication processes, Osaka, 2001.

## Umjetničke nagrade
- Skladao je pjesmu Vjerujem u anđele u suradnji s Oliverom Dragojevićem, koja je nagrađena Porinom 2011. godine.[5]
- Na Splitskom festivalu 2017. izvodi kantautorsku skladbu Jube moja koja je nagrađena za najbolje stihove festivala.

## Djela

### Filmovi
- režija igranog filma Vjerujem u anđele (2009.) koji je dobio nagrade publike na festivalima u Puli, Madeiri (Portugal), Freiburgu (Njemačka), Leskovcu i Nišu (Srbija) te Andrej Tarkovski festivalu u Ivanovu (Rusija).

### Knjige
- Druga strana slutnje (Funditus, 2018.), 4 izdanja
- Zadnja postaja Ljubav (Hanza medija i Funditus, 2021.)

### Glazbeni albumi
- Skladao je i svirao glazbu za album new age glazbe U sobi izgubljenih koraka,[6] objavljen u izdanju Aquarius recordsa (2013.).

## Vanjske poveznice
- Cineuropa